# Verkehrszentrale Wilhelmshaven

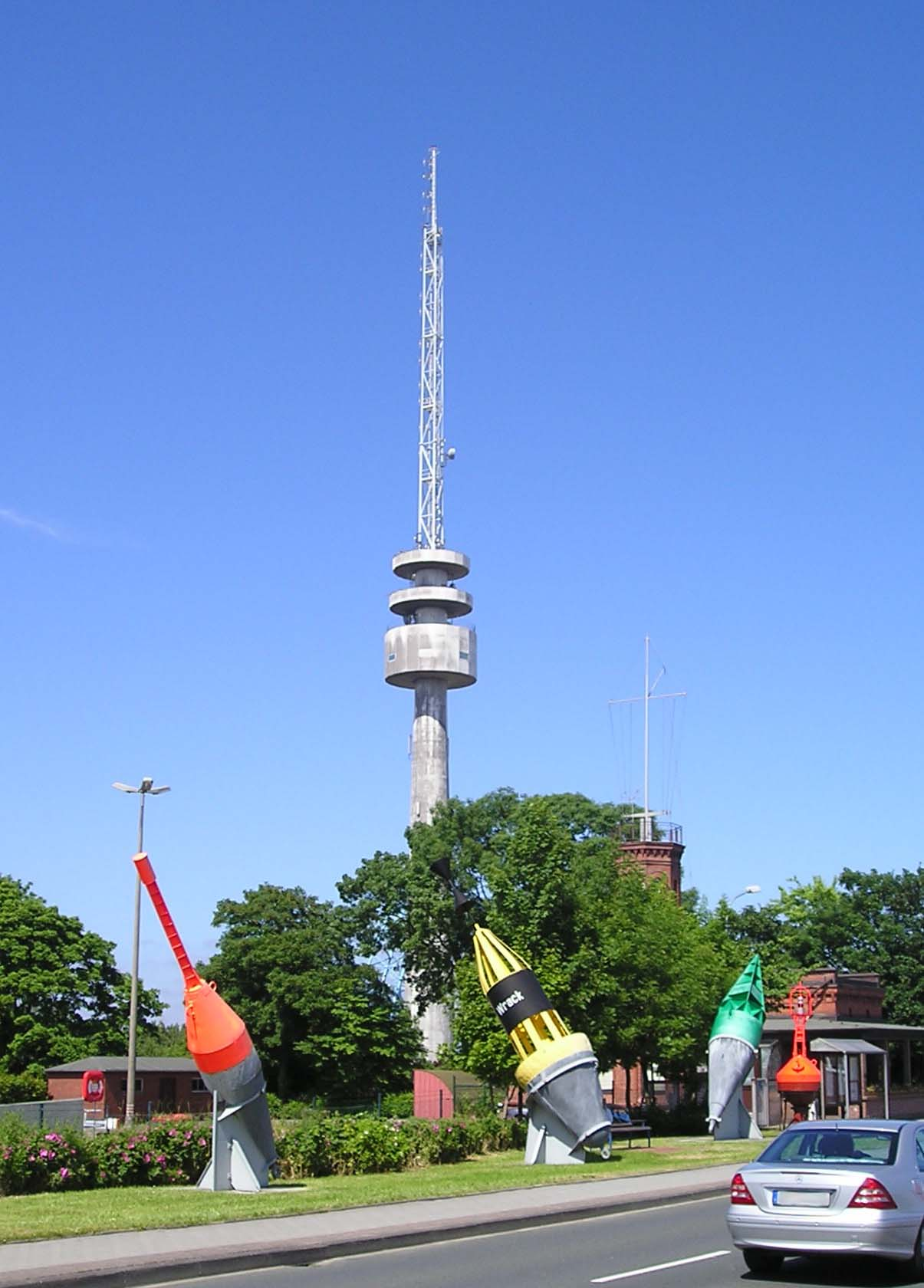
Der Antennenturm der Verkehrszentrale Wilhelmshaven

Die Verkehrszentrale Wilhelmshaven ist zuständig für den Schiffsverkehrsdienst VTS (englisch Vessel Traffic Service) im deutschen Hoheitsgebiet auf der Nordsee vor den Ostfriesischen Inseln mit der Zufahrt in die Innenjade. Neben der Zentrale in Wilhelmshaven sind für die Deutsche Bucht noch drei weitere Verkehrszentralen tätig. Die dort arbeitenden Nautiker überwachen den Schiffsverkehr und informieren die Schiffsführer und Lotsen auf See. Der Schiffsverkehrsdienst basiert auf einer UN-Konvention und dient der Gewährleistung der Sicherheit und Leichtigkeit des Schiffsverkehrs.

## Aufgaben der Verkehrszentrale
Im Rahmen des Sicherheitskonzepts Deutsche Küste ist die Hauptaufgabe der Verkehrszentrale die maritime Verkehrssicherung und Ordnung der Schiffsverkehrs als Schifffahrtspolizei. Grundlage bilden die Radarüberwachung im Revier und die Schiffsinformationen zu Position und Ladung aus dem Automatic Identification System (AIS). Das VTS-System in der Zentrale stellt auf dem Hintergrund der elektronischen Seekarte die Situation der Schiffsbewegungen im Überwachungsgebiet dar. Das System ist vergleichbar mit dem der Flugsicherung in der Luftfahrt.
Ziel der Überwachung des Schiffsverkehrs ist es, Unfälle und Gefahren für menschliches Leben und die Gesundheit zu vermeiden und die Schiffe, deren Ladung und die natürliche Umwelt zu schützen. Bei drohenden Gefahren, wie beispielsweise Kollisionen oder das Auflaufen von Schiffen auf Grund, können die Nautiker an den Arbeitsplätzen regelnd eingreifen und den Schiffsverkehr lenken.

## Zuständigkeitsbereich

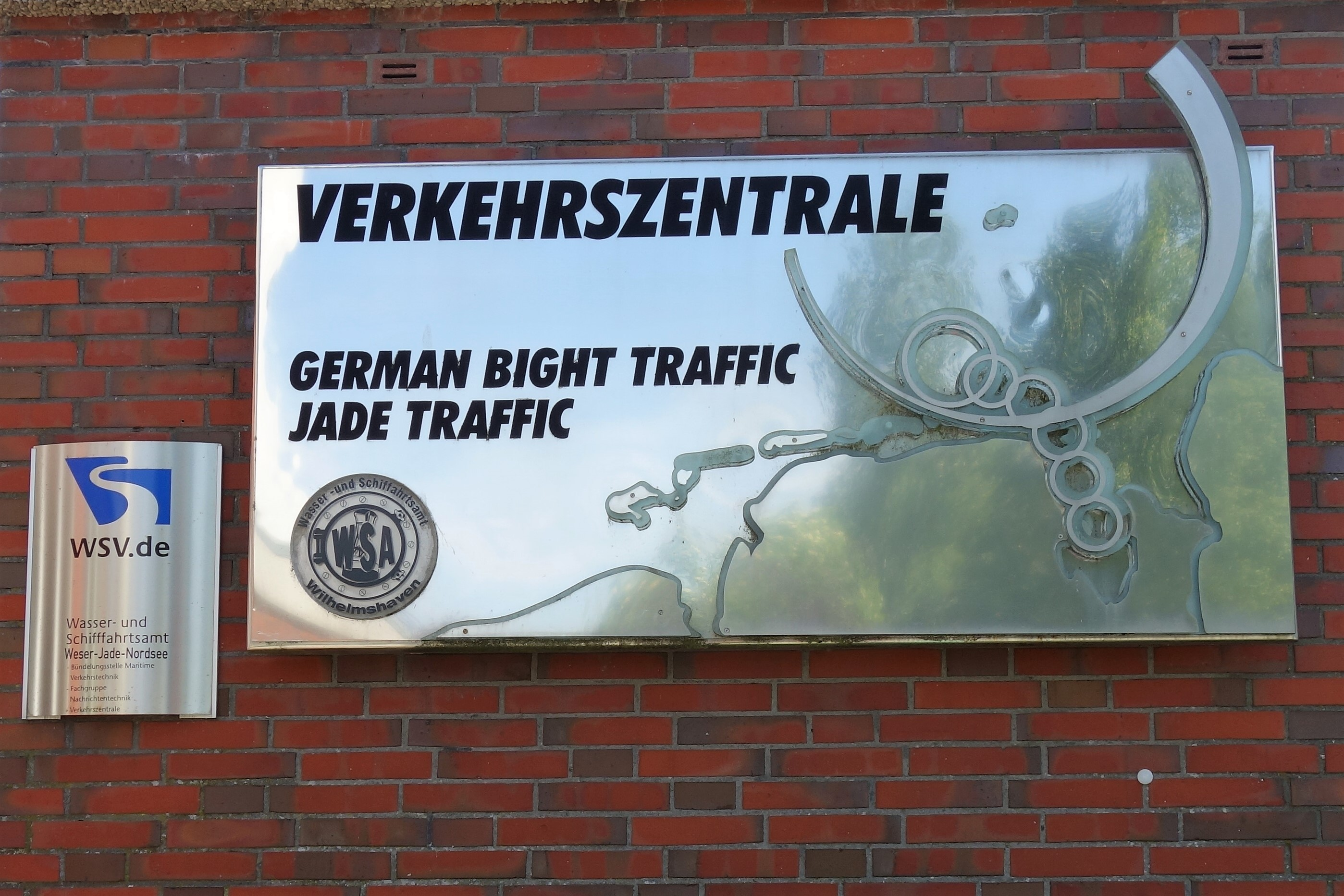

Der Zuständigkeitsbereich der Verkehrszentrale in Wilhelmshaven gliedert sich in drei Sektoren. Schwerpunkt ist der Schiffsverkehr in der Deutschen Bucht (German Bight Traffic) im Bereich zwischen den Inseln Borkum und Wangerooge, einem der verkehrsreichsten Seeschifffahrtsgebiete der Welt. Darin verlaufen in West-Ost-Richtung die zwei Verkehrstrennungsgebiete "German Bight Western Approach" und "Terschelling German Bight" als Großschifffahrtswege, die zum Elbe-Weser-Dreieck südlich von Helgoland führen. In diesem Gebiet nördlich der ostfriesischen Inseln befindet sich außerhalb der Wasserstraßen die Tiefwasserreede als Wartezone in der Deutschen Bucht. An dessen östlichem Rand verläuft das Verkehrstrennungsgebiet "Jade Approach" als Verbindung des nördlichen Schifffahrtswegs zur Jade.
Die Überwachung des Verkehrs zwischen der ostfriesischen Küste und den davor liegenden Inseln wird als North Coast Traffic geregelt.
Der dritte Verkehrssektor (Jade Traffic) beginnt am Fahrwasser „Neue Weser“ und übernimmt die Schiffsführung aus den Trennungsgebieten "Terschelling German Bight" und "Jade Approach". Die Nautiker begleiten die Schiffe auf der Zufahrt zum Tiefwasserhafen an der Innenjade mit dem JadeWeserPort, der Niedersachsenbrücke, der Ölpier der Nord-West Oelleitung und dem Marinestützpunkt Heppenser Groden.
Den drei Überwachungssektoren sind im Funkverkehr separate Arbeitskanäle bzw. Telefonnummern zugeordnet, um die Verkehrszentrale anzusprechen:
| Sektor Rufname       | Revier                                                       | Arbeitskanal |
| -------------------- | ------------------------------------------------------------ | ------------ |
| German Bight Traffic | Deutsche Bucht zwischen westlicher Außengrenze und Helgoland | 79/80        |
| Jade Traffic         | Innenjade vom Fahrwasser Neue Weser bis Wilhelmshaven        | 63/20        |
| North Coast Traffic  | Ostfriesische Küste zwischen Borkum und Wangerooge           | 79           |

Bei Verlassen des Zuständigkeitsbereichs werden die geführten Schiffe an die benachbarten Zentralen übergeben:
- Verkehrszentrale Bremerhaven
- Verkehrszentrale Cuxhaven
- Verkehrszentrale Ems.

## Organisation und Maritime Verkehrstechnik
Die Verkehrszentrale Wilhelmshaven gehört zum WSA Weser-Jade-Nordsee, dem noch zwei weitere Zentralen in Bremerhaven und Bremen unterstehen. Das Amt ist eines von 17 Ämtern der Generaldirektion Wasserstraßen und Schifffahrt als oberste Bundesbehörde. Die Verkehrszentrale ist im Bauhof Wilhelmshaven untergebracht.
Basis der Arbeit ist die Maritime Verkehrstechnik (z. B. Radar und AIS), die mit den Außenstationen direkt verbunden ist. Für die Darstellung im VTS-System werden im 'Hintergrund' alle relevanten Daten der Stationen abgefragt, gesammelt und ausgewertet. Die Bedienung des VTS-Systems obliegt den Nautikern mit ihren nautischen Assistenten. Aufgrund ihres Wissens und ihrer Erfahrung bewerten sie die Gesamtsituation und greifen bei Bedarf regelnd ein. In drei Schichten rund um die Uhr leisten sie in der Verkehrszentrale Hilfestellung für die Kapitäne und Lotsen an Bord der Schiffe. Entsprechend der Gebietsaufteilung ist für jeden Sektor (traffic) ein Wachtisch vorhanden.
Die Verkehrszentrale ist auch zuständig für die Überwachung der Funktion, Position und Unterhaltung der festen und schwimmenden Seezeichen sowie deren nachrichtentechnischen Datenverbindungen. Folgende Stationen tragen zum Lagebild bei:

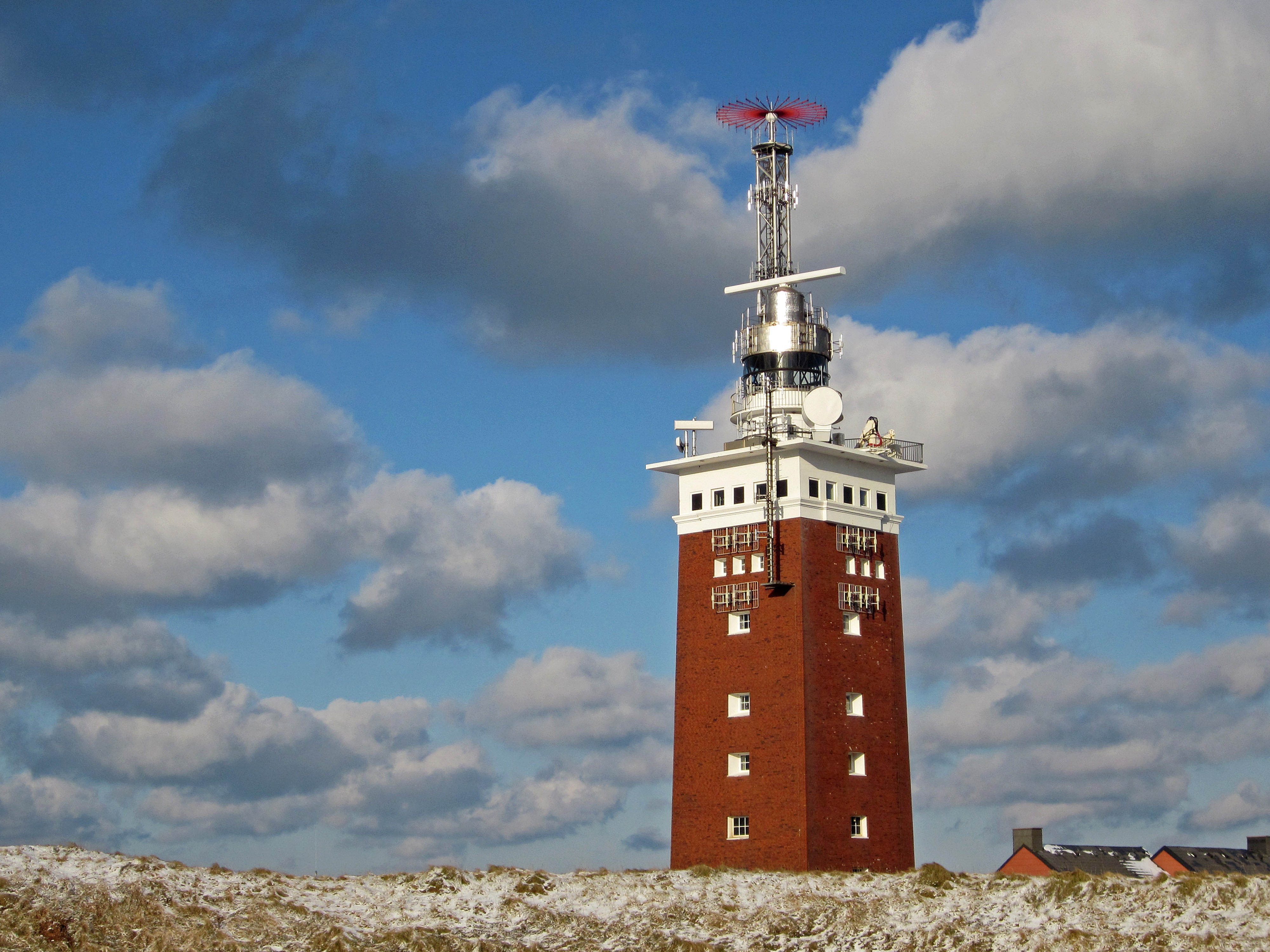
Leuchtturm Helgoland
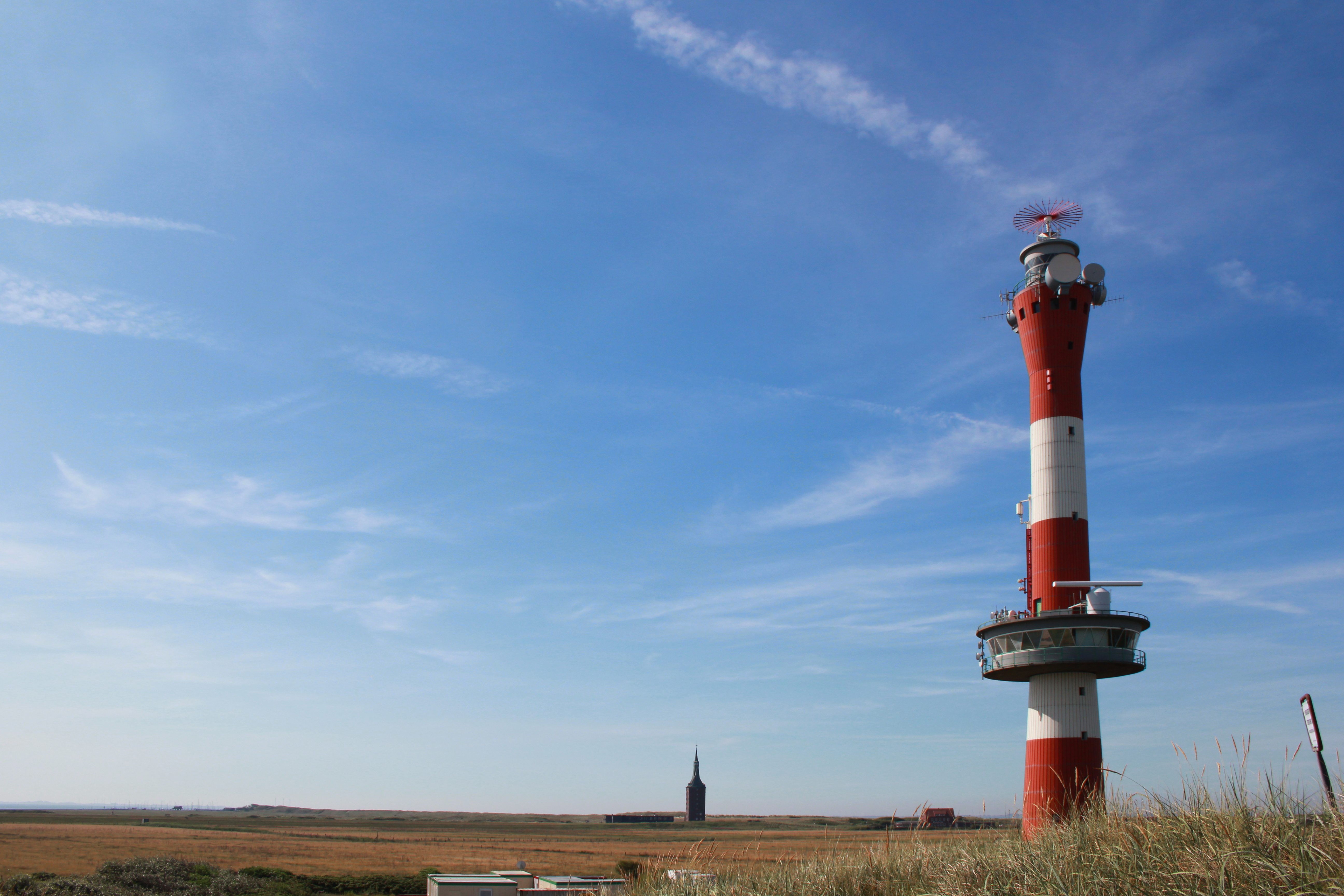
Neuer Leuchtturm Wangerooge
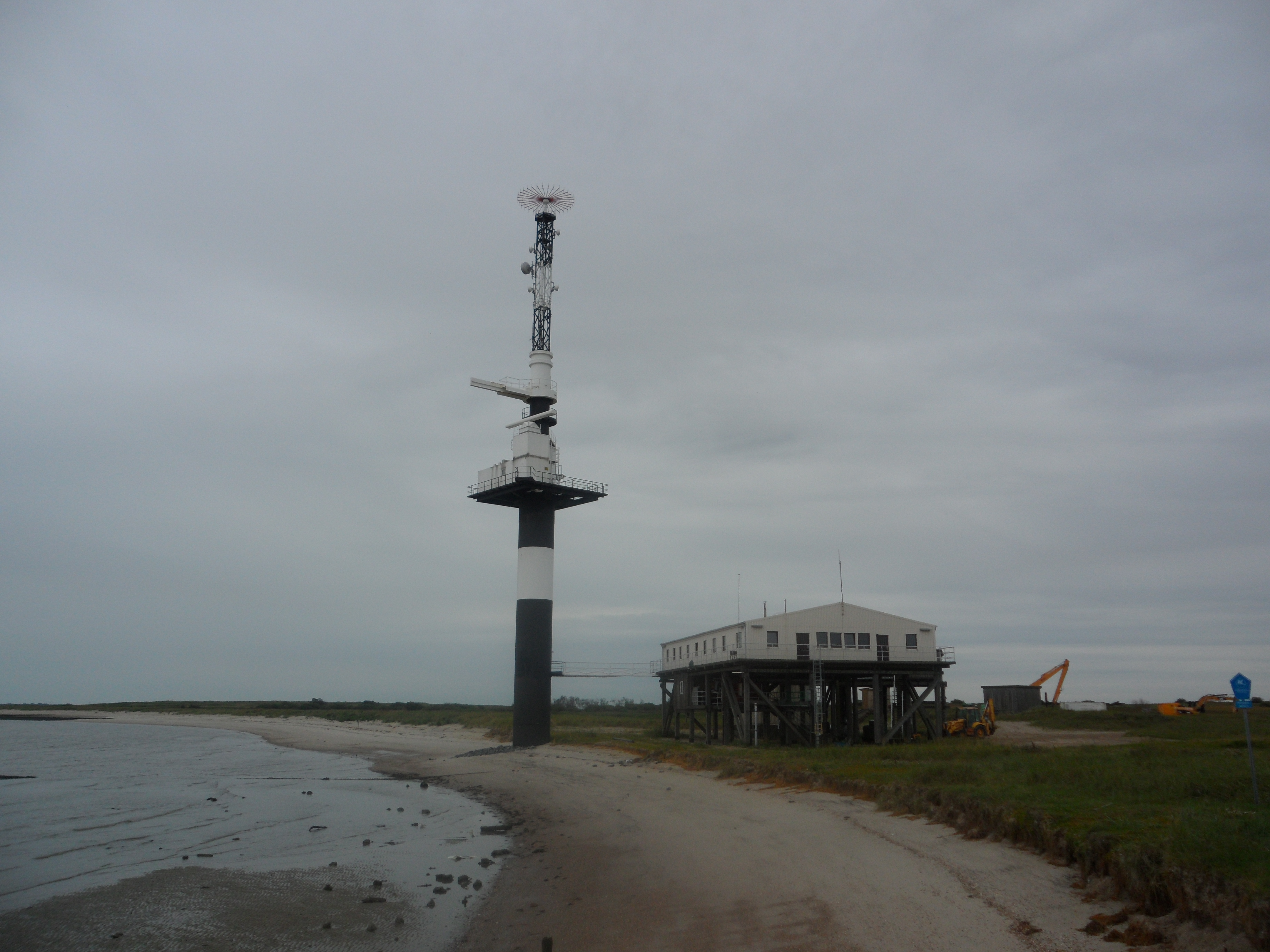
Radarturm Minsener Oog
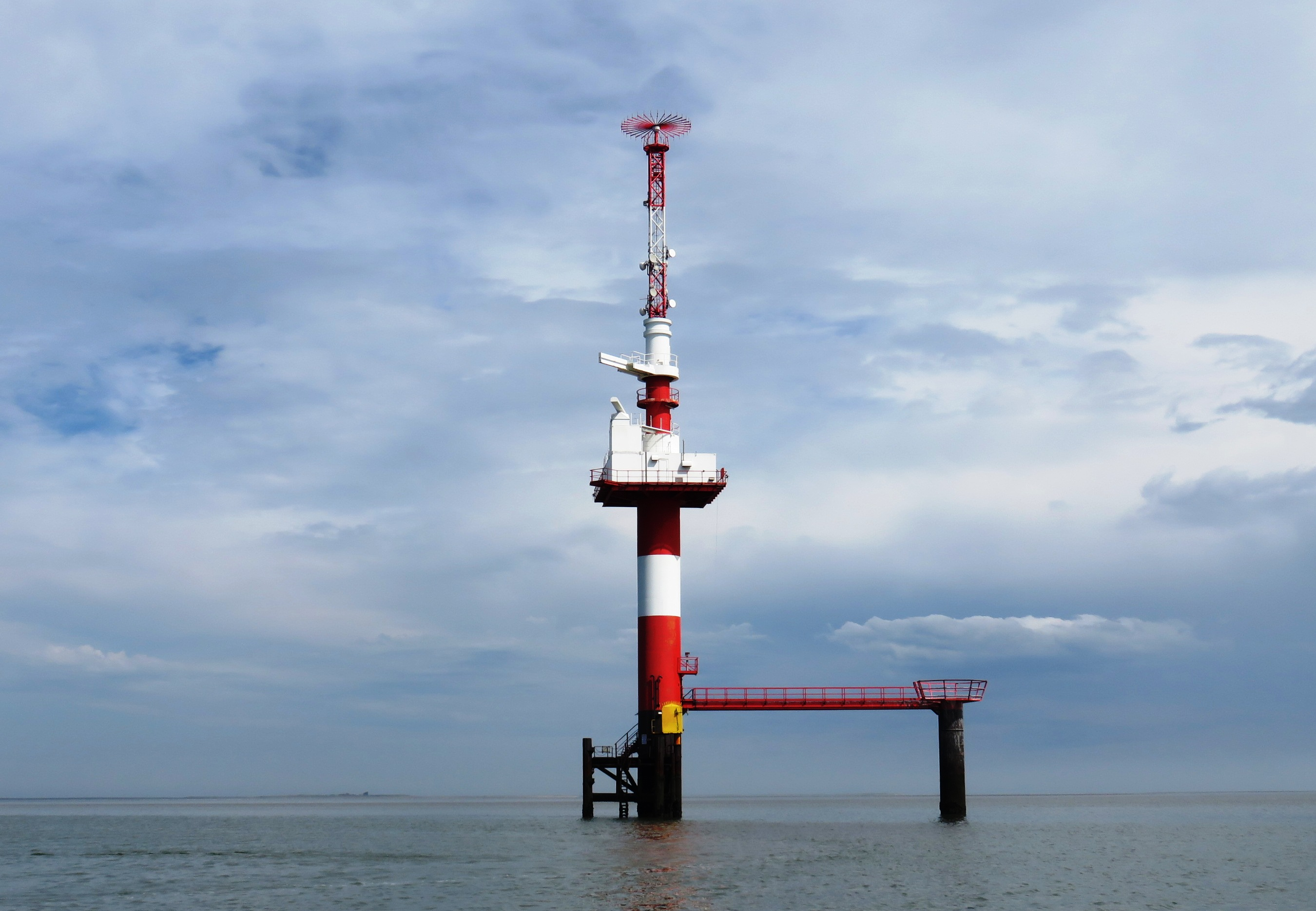
Radarturm Hooksielplate
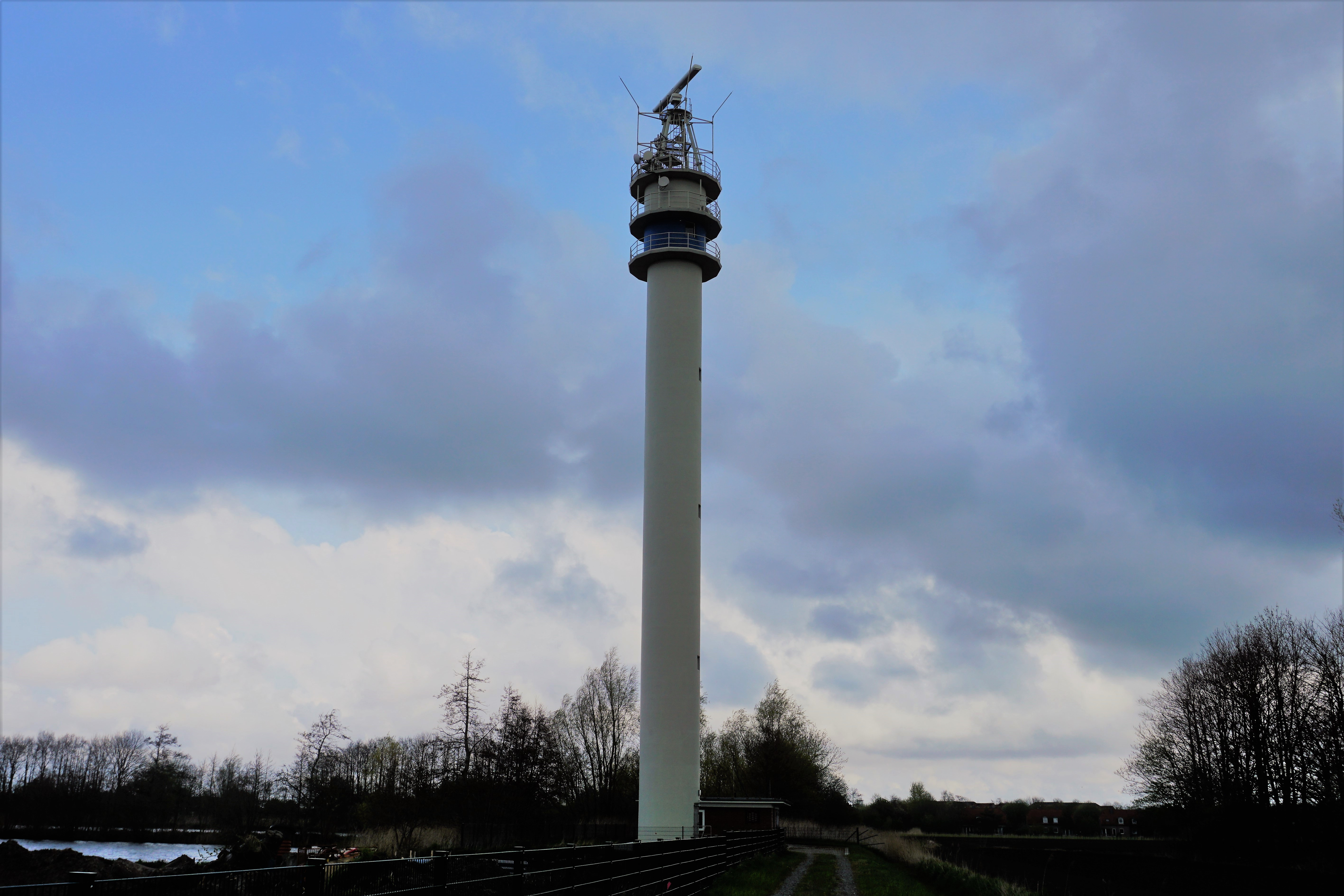
Radarturm Tossens